# Zsóka Gaál
Zsóka Gaál (ur. 2 maja 2007) – węgierska szachistka, mistrzyni międzynarodowa od 2021.

## Kariera szachowa
Była młodzieżową mistrzynią Europy w 2016 roku w kategorii dziewcząt do lat 10. W 2020 roku zajęła drugie miejsce w mistrzostwach świata online w kategorii dziewcząt do lat 14, a rok później w tych mistrzostwach zwyciężyła. Zdobyła tytuł mistrzyni międzynarodowej w 2021 roku w wieku 14 lat i 2 miesięcy.
Najwyższy ranking w dotychczasowej karierze osiągnęła 1 marca 2024 roku, z wynikiem 2379 punktów.